# Port lotniczy Belfast-International
Port lotniczy Belfast International (ang.: Belfast International Airport, irl.: Aerfort Idirnáisiúnta Bhéal Feirste, kod IATA: BFS, kod ICAO: EGAA) – główne międzynarodowe lotnisko obsługujące Belfast w Irlandii Północnej w Wielkiej Brytanii. Port lotniczy Belfast International jest oddalony 21 km na północny zachód od centrum miasta. Jest także znany jako Aldergrove, od nazwy wsi położonej tuż na zachód od portu. Port Belfast International współużytkuje swoje drogi startowe z bazą lotniczą Royal Air Force RAF Aldergrove. Port posiada dwie utwardzone drogi startowe o długościach 2780 i 1891 metrów i obsługuje m.in. ruch transatlantycki, w tym do Vancouveru na kanadyjskim wybrzeżu Pacyfiku. W 2006 obsłużył nieco ponad 5 mln pasażerów.
Drugim portem lotniczym Belfastu jest port lotniczy Belfast City George Best, położony w centrum miasta.
7 sierpnia 2007 irlandzka linia lotnicza Aer Lingus wybrała port lotniczy Belfast International jako swój trzeci węzeł, pierwszy poza granicami Republiki Irlandii.

## Linie lotnicze i kierunki lotów
Dwie piąte wszystkich lotów to ruch z/do Anglii, Szkocji lub Walii.
| Linia lotnicza     | Kierunek |
| ------------------ | --- |
| BH Air             | Sezonowo: 1. Burgas 2. Sofia |
| EasyJet            | 1. Alicante 2. Amsterdam 3. Birmingham 4. Bristol 5. Edynburg 6. Enfidha (od 20 kwietnia 2024) 7. Faro 8. Glasgow 9. Hurghada 10. / Wyspa Man 11. / Jersey 12. Leeds/Bradford 13. Liverpool 14. Londyn-Gatwick 15. Londyn-Luton 16. Londyn-Stansted 17. Malaga 18. Manchester 19. Newcastle 20. Paryż-Charles de Gaulle 21. Southampton 22. Teneryfa-Południe Sezonowo: 1. Antalya 2. Barcelona 3. Bordeaux 4. Korfu 5. Dalaman 6. Genewa 7. Gran Canaria 8. Ibiza 9. Kraków 10. Lanzarote 11. Larnaka (od 2 maja 2024) 12. Lyon 13. Menorka 14. Nicea 15. Palma de Mallorca 16. Rodos |
| Jet2.com           | 1. Alicante 2. Fuerteventura 3. Madera (od 4 listopada 2024) 4. Gran Canaria 5. Lanzarote 6. Teneryfa-Południe Sezonowo: 1. Antalya 2. Bodrum (od 6 maja 2024) 3. Dalaman 4. Dubrownik 5. Faro 6. Heraklion 7. Ibiza 8. Kraków (od 29 listopada 2024) 9. Malaga 10. Malta (od 28 marca 2024) 11. Menorka 12. Palma de Mallorca 13. Pafos 14. Praga 15. Reus 16. Reykjavík-Keflavík 17. Rodos 18. Salzburg 19. Werona 20. Zakintos Sezonowe czartery: 1. Płowdiw |
| Ryanair            | 1. Alicante 2. Paryż-Beauvais 3. Mediolan-Bergamo 4. Budapeszt 5. East Midlands 6. Edynburg 7. Faro 8. Gdańsk 9. Girona 10. Kraków 11. Lanzarote 12. Londyn-Stansted 13. Malaga 14. Malta (od 2 kwietnia 2024) 15. Manchester 16. Palma de Mallorca 17. Porto Sezonowo: 1. Turyn 2. Walencja |
| Southwind Airlines | Sezonowe czartery: 1. Antalya (od 1 kwietnia 2024) |
| TUI Airways        | Sezonowo: 1. Antalya (od 21 czerwca 2024) 2. Korfu 3. Dalaman 4. Heraklion 5. Kos 6. Lanzarote 7. Larnaka (od 16 maja 2024) 8. Melbourne-Orlando 9. Palma de Mallorca 10. Reus 11. Rodos 12. Salzburg (od 21 grudnia 2024) 13. Teneryfa-Południe 14. Turyn |

### Cargo
| Linia lotnicza | Kierunek         |
| -------------- | ---------------- |
| DHL Aviation   | 1. East Midlands |